# صموئيل كابوت جونيور
صموئيل كابوت جونيور (بالإنجليزية: Samuel Cabot Jr.)‏ هو شخصية أعمال أمريكي، ولد في 21 ديسمبر 1784 في بوسطن في الولايات المتحدة، وتوفي في 3 سبتمبر 1863.